# 中锡蹄盖蕨
中锡蹄盖蕨（学名：Athyrium himalaicum），为蹄盖蕨科蹄盖蕨属下的一个植物种。